# Bình Yên, Thái Nguyên
Bình Yên là một xã nằm ở phía tây của tỉnh Thái Nguyên, Việt Nam.

## Địa lý
Xã Bình Yên có vị trí địa lý:
- Phía đông giáp xã Trung Hội
- Phía tây giáp tỉnh Tuyên Quang
- Phía nam giáp xã Trung Hội, xã Phú Đình và xã Bình Thành
- Phía bắc giáp xã Định Hoá.

Xã Bình Yên có diện tích 48,36 km², dân số năm 2025 là 16.106 người. Khu vực nằm trong vùng tập trung phát triển du lịch lịch sử sinh thái; phát triển rừng sản xuất, các dự án chăn nuôi tập trung, nông nghiệp theo hướng công nghệ cao, thân thiện môi trường, quy mô lớn. Trên địa bàn các xã có nhiều điểm di tích lịch sử quan trọng; khu vực được định hướng đến năm 2045 sẽ có đô thị mới Bình Yên. Trên địa bàn xã có tuyến đường tỉnh 264, 264B.
Địa bàn xã nằm trong khu vực dãy núi Hồng và là vùng thượng nguồn của sông Công và sông Chu.

## Lịch sử
Từ năm 1949, các xã Bình Yên, Thanh Định, Điềm Mặc sáp nhập thành xã Thanh Định. Đến năm 1954, xã Thanh Định được chia thành ba xã, trong đó có xã Bình Yên, xã Thanh Định.
Tháng 6 năm 2025, xã Bình Yên được thành lập trên cơ sở nhập toàn bộ diện tích tự nhiên, quy mô dân số của xã Bình Yên (diện tích tự nhiên là 7,97 km²; dân số là 3.792 người); xã Trung Lương (diện tích tự nhiên là 13,53 km²; dân số là 4.566 người); xã Định Biên (diện tích tự nhiên là 7,61 km²; dân số là 3.087 người) và xã Thanh Định (diện tích tự nhiên là 19,25 km²; dân số là 4.661 người, đạt 266,34% so với tiêu chuẩn) của huyện Định Hóa. Trụ sở làm việc của xã nằm tại xã Bình Yên cũ.

## Hành chính
Đến năm 2009, xã Bình Yên được chia thành 14 xóm: Đoàn Kết, Thẩm Rộc, Nạ Pục, Đá Bay, Thẩm Vậy, Nạ Mộc, Yên Thông, Thẩm Kẻ, Đỏn Thỏi, Khang Hạ, Nạ Riệng, Yên Hòa 1, Yên Hòa 2, Yên Hòa 3. Năm 2019, sáp nhập hai xóm Đoàn Kết và Nạ Pục thành xóm Khang Thượng, sáp nhập hai xóm Nạ Riệng và Đỏn Thỏi thành xóm Trung Tâm, sáp nhập hai xóm Thẩm Vậy và Khang Hạ thành xóm Khang Trung, sáp nhập hai xóm Yên Hòa 3 và Nạ Mộc thành xóm Rèo Cái, sáp nhập hai xóm Yên Hòa 1 và Yên Hòa 2 thành xóm Yên Hòa.
Đến năm 2009, xã Định Biên được chia thành 13 xóm: Đồng Rằm, Khau Lầu, Khau Diều, Nong Nia, Làng Quặng A, Làng Quặng B, Làng Vẹ, Đồng Đau, Nà To, Gốc Thông, Pác Máng, Thâm Tắng, Nà Dọ. Năm 2019, sáp nhập xóm Pác Máng vào xóm Khau Lầu, sáp nhập xóm Thâm Tắng vào xóm Khau Diều, sáp nhập hai xóm Làng Quặng A và Làng Quặng B thành xóm Làng Quặng, sáp nhập xóm Nà Dọ vào xóm Đồng Đau.
Đến năm 2009, xã Thanh Định có 18 xóm: Bản Piềng, Hùng Lập, Nà Họ, Khuẩn Nghè, Nạ Chía, Thẩm Thia, Thẩm Quẩn, Bản Cái Thanh Chung, Bản Cái Thanh Xuân, Khảu Rị, Nạ Mao, Pài Trận, Khảu Cuộng, Cỏ Bánh, Nà Chèn, Văn Lang, Đồng Chua, Keo En. Năm 2019, sáp nhập hai xóm Hùng Lập và Nà Họ thành xóm Nguyên Bình, sáp nhập ba xóm Khuẩn Nghè, Nạ Chía, Thẩm Thia thành xóm Thanh Phong, sáp nhập hai xóm Thẩm Quẩn và Bản Cái Thanh Trung thành xóm Thanh Trung, sáp nhập ba xóm Khảu Rị, Nạ Mao, Pài Trận thành xóm Trung Tâm, sáp nhập hai xóm Khảu Cuộng và Bản Cái Thanh Xuân thành xóm Thanh Xuân, sáp nhập xóm Cỏ Bánh vào xóm Nà Chèn, sáp nhập xóm Keo En vào xóm Đồng Chua.
Đến năm 2009, xã Trung Lương được chia thành 23 xóm: Văn Lương 1, Văn Lương 2, Hồng Lương, Tân Vinh, Quang Trung, Hồng Tiến, Hồng Hoàng, Tân Tiến, Tiến Lợi, Bình Định 1, Bình Định 2, Thẩm Quản, Thẩm Tang, Hòa Bình, Lịch Đàm, Khuẩn Hấu, Nà Nạn, Lương Trung, Bẩy Bung, Vũ Lương 1, Vũ Lương 2, Vũ Lương 3. Năm 2019, sáp nhập ba xóm Văn Lương 1, Văn Lương 2 và Hồng Lương thành xóm Hồng Văn Lương,sáp nhập hai xóm Tân Vinh và Quang Trung thành xóm Quang Vinh, sáp nhập hai xóm Hồng Tiến và Hồng Hoàng thành xóm Hoàng Tiến, sáp nhập ba xóm Tân Tiến, Tiến Lợi, Lê Lợi thành xóm Tân Lợi, sáp nhập ba xóm Bình Định 1, Bình Định 2, Thẩm Quản thành xóm Quyết Tâm, sáp nhập ba xóm Thẩm Tang, Hòa Bình, Lịch Đàm thành xóm Hòa Lịch, sáp nhập bốn xóm Khuẩn Hấu, Nà Nạn, Lương Trung, Bẩy Bung thành xóm Cầu Đá, sáp nhập ba xóm Vũ Lương 1, Vũ Lương 2, Vũ Lương 3 thành xóm Vũ Lương.

## Kinh tế - xã hội
Bình Yên là một trong những xã phát triển nghề trồng chè. Trên địa bàn xã có trường THPT Bình Yên, đáp ứng nhu cầu giáo dục bậc trung học phổ thông cho các xã nằm tại phía nam của huyện Định Hoá cũ. Xã Bình Yên vẫn còn lưu giữ múa rối Tày Thẩm Rộc, nghệ thuật rối này được khôi phục và biểu diễn trở lại từ năm 1999 sau 40 năm vắng bóng.